# Goffredo Baur
Pour les articles homonymes, voir Baur.
Goffredo ou Gottfried Baur est un ancien fondeur italien.

## Championnats du monde
- Championnats du monde de ski nordique 1939 à Zakopane 
  -  Médaille de bronze en relais 4 × 10 km.